# آلفا رومئو ۶سی
نام آلفا رومئو ۶سی (به انگلیسی: Alfa Romeo 6C) در اتومبیل‌های جاده‌ای، مسابقه‌ای و اسپورت تولید شده بین سال‌های ۱۹۲۷ و ۱۹۵۴ توسط آلفارومئو استفاده می‌شد. نام "6C" به موتور شش‌سیلندر خطی خودرو اشاره دارد. بدنهٔ این خودروها توسط سازندگانی مانند جیمز یانگ، زاگاتو، تورینگ سوپرلگرا، کاستانیا و پینینفارینا ساخته شده‌است. از ابتدای سال ۱۹۳۳ نیز نسخهٔ ۶سی با بدنه کارخانه آلفا در پورتلو ساخته شد. در اوایل دههٔ ۱۹۲۰، ویتوریو جانو برای جایگزینی مدل‌های آرال و آرام طراحی شده توسط جوزپه مروسی، یک خودروی سبک‌وزن و با کارایی بالا را دریافت کرد. این خودرو در آوریل ۱۹۲۵ در Salone dell' Automobile di Milano با نام ۶سی ۱۵۰۰ معرفی شد. این خودرو بر پایهٔ خودروی بزرگ آلفا پی۲ ساخته شده بود و از یک موتور شش‌سیلندر خطی ۱٬۴۸۷ سی‌سی با بادامک سربار استفاده می‌کرد که ۴۴ اسب بخار قدرت تولید می‌کرد. در سال ۱۹۲۸ ۱۵۰۰ اسپورت ارائه شد که نخستین خودروی جاده‌ای آلفا رومئو با میل بادامک دوگانه بالای سر بود.